# Bahçeyazı, Erzincan
Bahçeyazı là một xã thuộc thành phố Erzincan, tỉnh Erzincan, Thổ Nhĩ Kỳ. Dân số thời điểm năm 2010 là 43 người.